# هرمینه کورنر
هرمینه کورنر (آلمانی: Hermine Körner; ۳۰ مهٔ ۱۸۷۸ – ۱۴ دسامبر ۱۹۶۰) بازیگر تئاتر و بازیگر سینما اهل آلمان بود.